# Agriotes elegantulus
Agriotes elegantulus is een keversoort uit de familie kniptorren (Elateridae). De wetenschappelijke naam van de soort is voor het eerst geldig gepubliceerd in 1894 door Lewis.